# Métrique de Kottler
« Métrique de Weyl-Trefftz » et « Métrique de Kottler-Weyl-Trefftz » redirigent ici. Pour les autres significations, voir Métrique.
La métrique de Kottler (en anglais : Kottler metric), est une solution exacte de l'équation du champ d'Albert Einstein, avec constante cosmologique (Λ).
La métrique est ainsi désignée en l'honneur de Friedrich Kottler (1886-1965) qui l'a découverte dès 1918,. Ayant été ultérieurement et indépendamment (re)découverte d'abord par Hermann Weyl (1885-1955) en 1919, puis par Erich Trefftz (1888-1937) en 1922,, elle est aussi connue comme la métrique de Weyl-Trefftz ou la métrique de Kottler-Weyl-Trefftz (KWT).
La métrique est encore connue comme la métrique de Schwarzschild-de Sitter (SdS) pour une constante cosmologique est positive (Λ > 0) ; comme la métrique de Schwarzschild-anti de Sitter (SAdS) pour une constante cosmologique négative (Λ < 0).

## Expression
La métrique s'écrit :
où :
- RS = 2GM/c2 est le rayon de Schwarzschild, avec G la constante de Newton, M la masse et c la vitesse de la lumière dans le vide ;
- Λ est la constante cosmologique.

### Articles de Kottler, Weyl et Trefftz
- [Kottler 1918] (de) F. Kottler, « Über die physikalischen Grundlagen der Einsteinschen Gravitationstheorie » [« Sur les fondements physiques de la théorie de la gravitation d'Einstein »], Annalen der Physik, vol. 361 (4e sér., vol. 56), no 14,‎ 1918, p. 401-462 (DOI 10.1002/andp.19183611402, Bibcode 1918AnP...361..401K).
- [Weyl 1919] (de) H. Weyl, « Eine neue Erweiterung der Relativitätstheorie » [« Un nouvel élargissement de la théorie de la relativité »], Annalen der Physik, vol. 364 (4e sér., vol. 59), no 10,‎ fév. 1919, p. 101-133 (DOI 10.1002/andp.19193641002, Bibcode 1919AnP...364..101W).
- [Trefftz 1922] (de) E. Trefftz, « Das statische Gravitationsfeld zweier Massenpunkte in der Einsteinschen Theorie » [« Le champ gravitationnel statique de deux masses ponctuelles dans la théorie de Einstein »], Mathematische Annalen, vol. 86, nos 3-4,‎ sept. 1922, p. 317-326 (DOI 10.1007/BF01457992).